# 中亚细亚－中央区输气管道系统
中亚细亚－中央区输气管道系统是由俄罗斯天然气工业股份公司控制的一個天然气管道系统，它從土库曼斯坦出發途经乌兹别克斯坦哈萨克斯坦最終抵達俄罗斯。该天然气管道系统的建设始于1960年，并于1988年完工。